# Прапор Кур-Сент-Етьєна
Прапор Кур-Сент-Етьєна був прийнятий рішенням ради від невідомої дати як прапор муніципалітету Кур-Сент-Етьєн в провінції Валлонський Брабант. Прапор можна описати так:
Дві однаково довгі смуги зеленого і білого кольорів.
Кольори прапора походять від лівої частини міського герба.
Рада геральдики та вексилології (фр. Conseil d'héraldique et de vexillologie) запропонувала прапор із двома зеленими та білими смугами однакової довжини, що йдуть по діагоналі від верхнього правого кута та досягають другої третини нижнього краю прапора; внизу — стилізоване зелене дерево на терасі. Зелений трикутник символізує схил кургану, а дерево символізує Дерево Правосуддя, на якому в середньовіччі вішали засуджених.

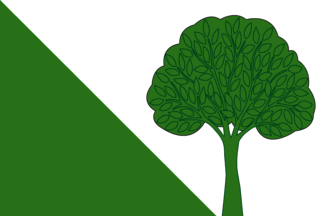
Дизайн прапора Ради геральдики та вексилології
Герб Кур-Сент-Етьєна